# Шехзаде (мечеть)
Мече́ть Шехзаде́ (тур. Şehzade Camii), Шехзадебаши́ (тур. Şehzadebaşı Camii) или Шехзаде́ Мехме́т джами (тур. Şehzade Mehmet Camii) — мечеть в микрорайоне Шехзадебаши района Фатих в европейской части Стамбула.

## Строительство
Когда в 1543 году скончался сын султана Сулеймана Великолепного Шехзаде Мехмед (тур. şehzade — принц, наследник), архитектор Синан построил мечеть в Стамбуле в 1543—1548 годах.

## Особенности
Купол мечети 18,42 м. Есть ещё 4 симметрично расположенных малых купола. Мечеть украшают 2 минарета высотой 55 метров. Фундамент по высоте примерно равен высоте постройки, под полами здания находится бассейн, благодаря которому летом здесь прохладно, а зимой тепло.
Здесь в тюрбе шехзаде Мехмеда находятся могилы самого шехзаде Мехмеда, его брата шехзаде Джихангира, а также дочери Хюма Шах-султан. Также здесь находятся три неидентифицированных захоронения. Также, ранее в комплекс мечети входили ещё несколько мавзолеев, в том числе тюрбе Рустема-паши и тюрбе Мустафы Дестери-паши.

## Галерея

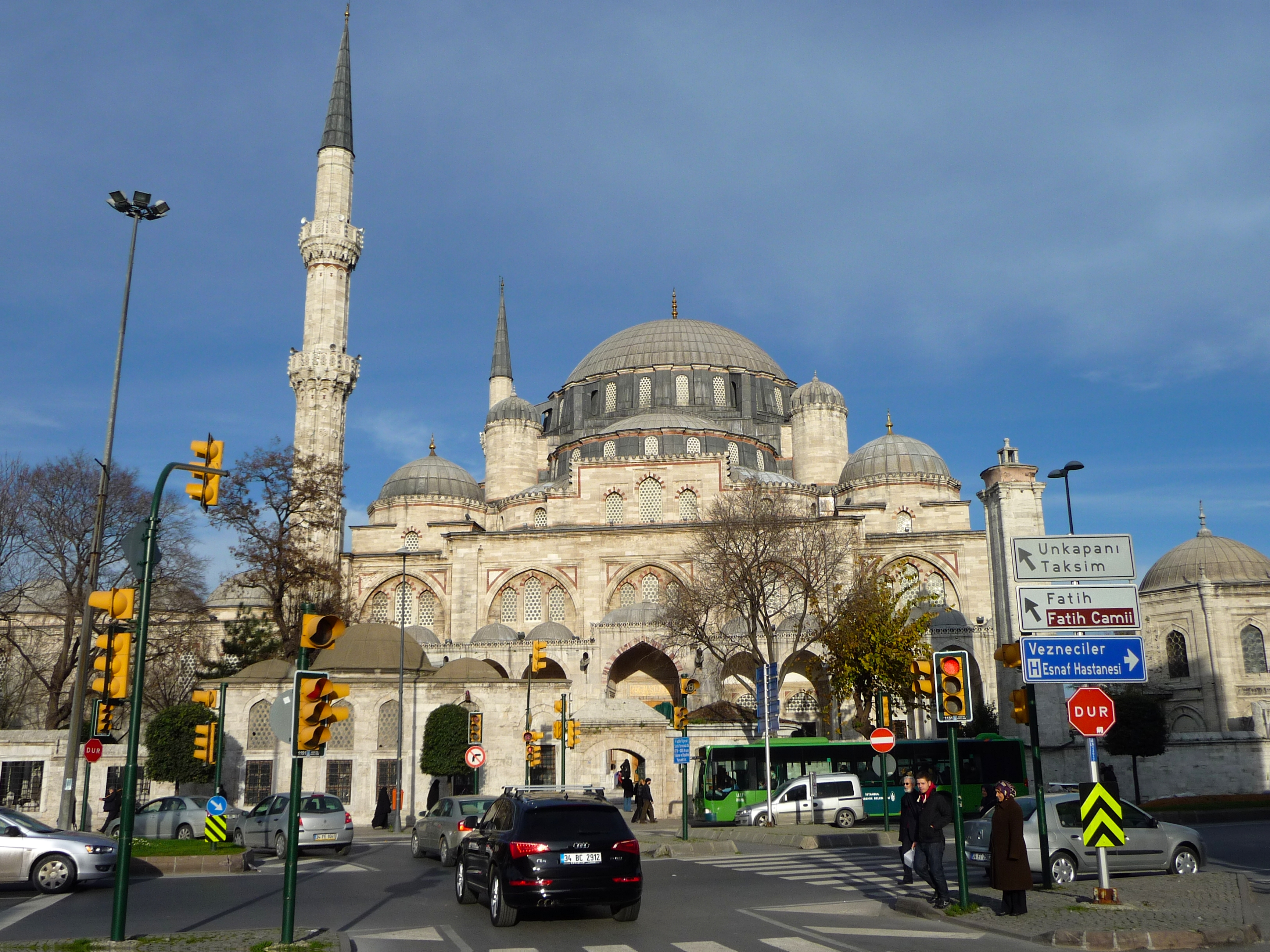
Мечеть Шехзаде
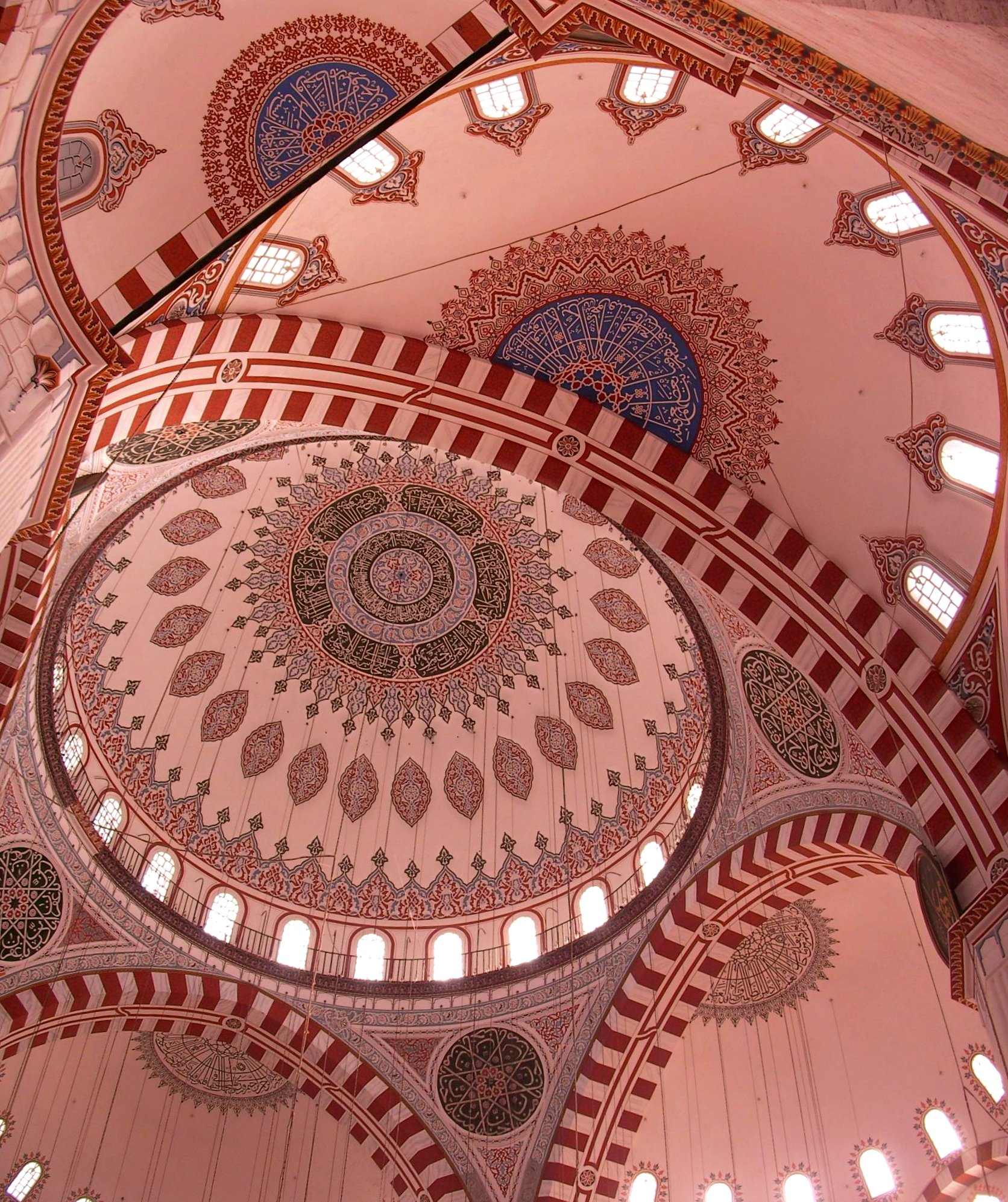
Интерьер мечети
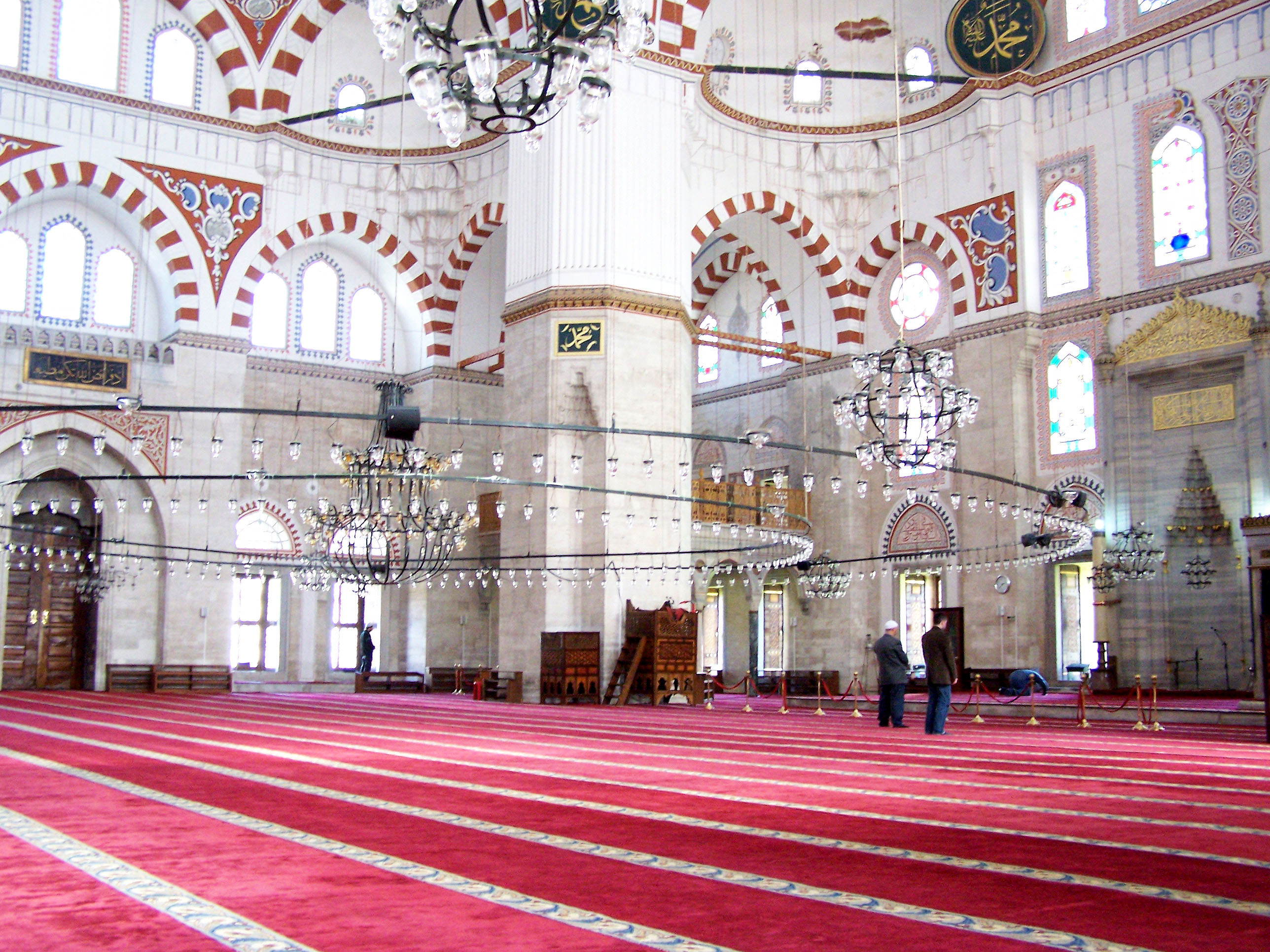
Интерьер мечети
- Смотреть мечеть Шехзаде